# Micro Instrumentation and Telemetry Systems
La Micro Instrumentation and Telemetry Systems, Inc. (sigla MITS) fu un'azienda statunitense operante nel settore dell'elettronica che produsse anche calcolatrici e personal computer. Fu fondata nel dicembre del 1969 da Ed Roberts e Forrest Mims a Albuquerque, Nuovo Messico (USA) per produrre moduli telemetrici miniaturizzati per razzimodellismo come i sensori per la misurazione del rollio. Nel 1971 Roberts indirizzò l'azienda verso il mercato delle calcolatrici elettroniche con la presentazione della calcolatrice da tavolo MITS 816 in versione kit, che apparve sulla copertina del numero di novembre 1971 della rivista Popular Electronics. Le calcolatrici di MITS ebbero molto successo e le vendite toccarono quota 1 milione di dollari nel 1973. Ma la guerra dei prezzi che coinvolse nel 1974 i produttori di calcolatrici portò la società in forte perdita.
Roberts decise quindi di rilanciare la società cambiando settore economico e produsse il primo personal computer di successo, l'Altair 8800. Il computer apparve sulla copertina del numero di gennaio del 1975 di Popular Electronics come computer in kit e, grazie al prezzo abbordabile di 397$, fu subito un successo. Anche Paul Allen e Bill Gates videro la rivista e si resero conto che con la diffusione dell'Altair 8800 sarebbe stato remunerativo scrivere software per quel computer. Allen e Gates si spostarono quindi a Albuquerque e contattarono Roberts proponendo un interprete BASIC per l'Altair 8800: a Roberts piacque l'idea e commissionò il software. Qualche mese dopo Allen e Gates fondarono la Microsoft per vendere il loro software.
Il fatturato di MITS toccò i 6 milioni di dollari nel 1976. Nello stesso anno la società fu comprata da Pertec Computer, che ne completò l'acquisizione agli inizi del 1977. In seguito riorganizzò gli assetti societari e cancellò il marchio "MITS". Roberts si ritirò in Georgia dove studiò medicina e divenne medico condotto di una piccola cittadina, dove rimase fino alla sua morte, avvenuta nel 2010.

## Le origini
Henry Edward Roberts frequentava ingegneria elettronica presso l'Università di Miami quando, nel 1962, fu chiamato nell'Aeronautica militare statunitense, dove prestò servizio come insegnante di elettronica presso la "Cryptographic Equipment Maintenance School" della base aerea di Lackland a San Antonio (Texas). Per arrotondare la sua paga da militare, Roberts eseguiva alcuni lavori in proprio tramite una piccola società unipersonale che aveva fondato, la Reliance Engineering. Nel 1965 fu scelto insieme ad altri militari per divenire un funzionario dell'Aeronautica. Gli furono fatti terminare gli studi e si laureò come ingegnere elettronico presso l'Università dell'Oklahoma nel 1968 e fu poi assegnato al "Weapons Laboratory" della base aerea di Kirtland a Albuquerque (Nuovo Messico).
Lì conobbe Forrest Mims, un altro ufficiale dell'Aeronautica appassionato di razzimodellismo ed elettronica. Mims si era interessato fin da giovane alle scienze ed all'elettronica ed aveva costruito anche un computer analogico mentre frequentava la scuola superiore. Mims si laureò presso la Texas A&M University nel 1966 e divenne poi un ufficiale dell'Aeronautica militare statunitense. Mims continuò a seguire il razzimodellismo anche mentre prestava servizio in Vietnam come ufficiale addetto ai servizi di intelligence. Sempre in Vietnam Mims sperimentò presso la Scuola per non vedenti di Saigon un sensore di ostacoli ad infrarossi che aveva sviluppato mentre era ancora all'università del Texas. La sua passione per i razzi coltivata in un'area di guerra ed i lavori con i bambini ciechi gli valsero un articolo su un giornale militare, lo Stars and Stripes. Questo articolo richiamò l'attenzione di un colonnello dell'Aeronautica militare statunitense, che chiese l'assegnamento di Mims presso il Weapons Laboratory della base aerea di Kirtland anche se Mims non aveva una laurea in ingegneria.

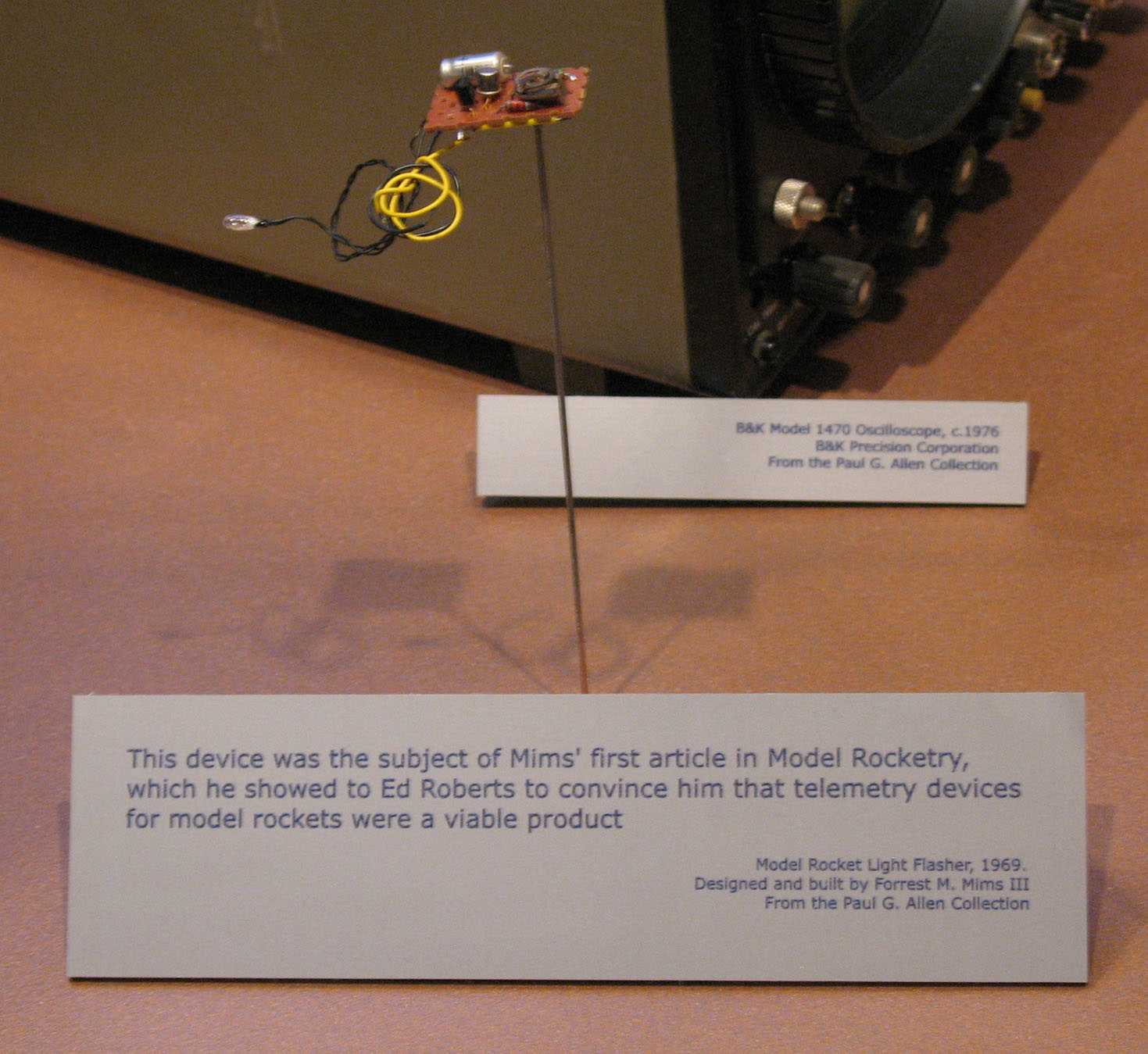
Il sistema transistorizzato di tracciamento luminoso per razzimodellismo. Questo fu il primo prodotto di MITS

Roberts e Mims furono entrambi assegnati al gruppo di lavoro del Lab's Laser nel 1968. Con Stan Cagle, un lavoratore civile della base, e Bob Zaller, un altro ufficiale, Mims e Roberts fondarono alla fine del 1969 la Micro Instrumentation and Telemetry Systems (MITS) per la produzione e vendita di kit di sensori miniaturizzati e sistemi di telemetria per il razzimodellismo.
I voli spaziali e la corsa alla Luna degli anni sessanta avevano reso il razzimodellismo un hobby molto popolare. Roberts, Mims, Cagle e Zaller pensavano che costruire e vendere kit elettronici agli appassionati di questo hobby avrebbe fruttato molto, ma così non fu. Nonostante gli articoli pubblicati su Popular Electronics, una rivista con una grossa tiratura, la neonata società aveva venduto solo un centinaio di kit.
Zaller, a quel tempo, aveva già smesso di partecipare attivamente agli affari e Mims aveva lasciato l'Aeronautica e voleva dedicarsi a tempo pieno al mestiere di scrittore. Roberts rilevò quindi le quote degli altri 3 soci per 600$ in contanti e 350$ di materiali ed assunse il controllo della società. Per rilanciare gli affari pensò quindi di entrare nel mercato delle calcolatrici elettroniche.

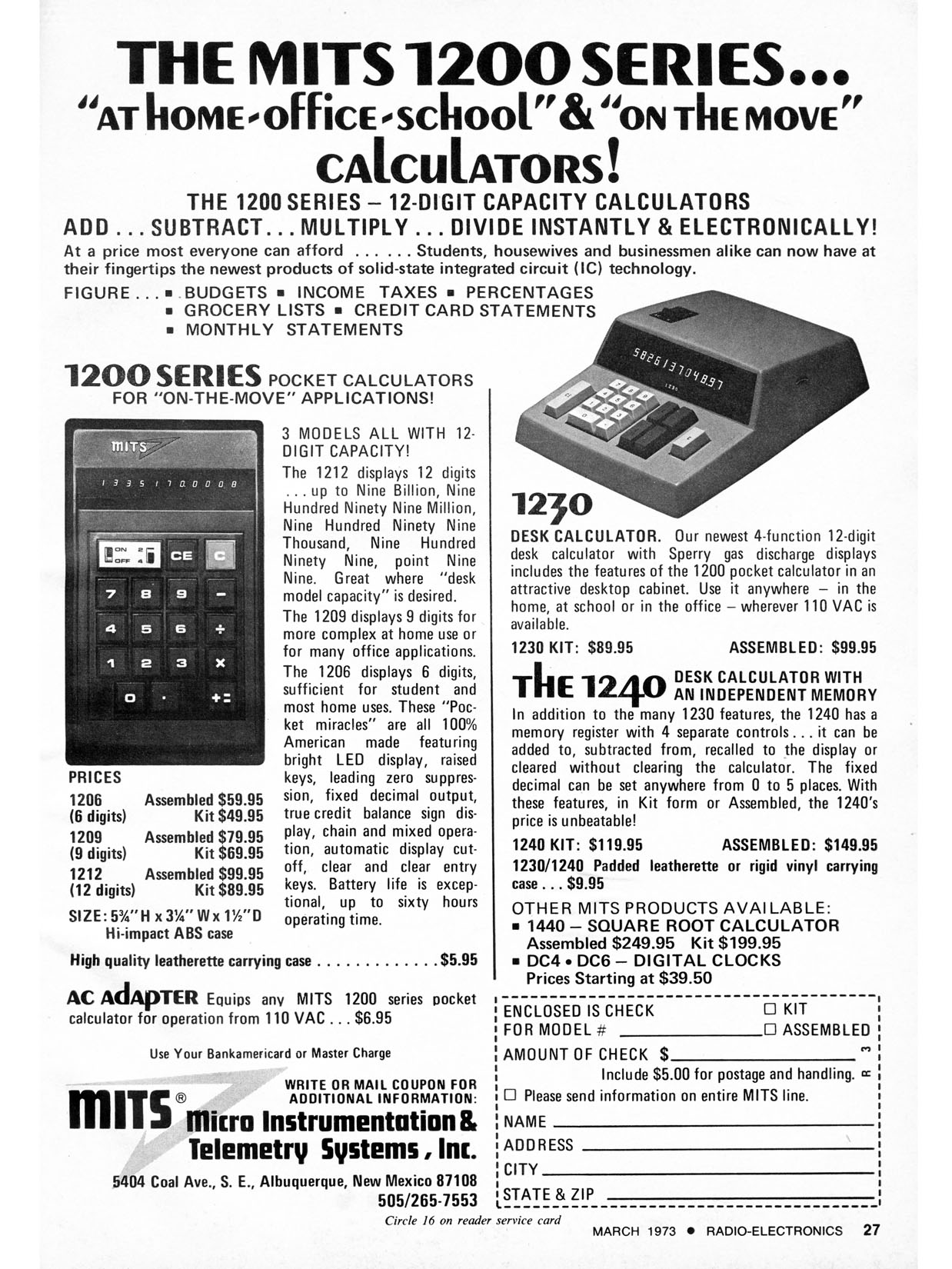
Un annuncio della MITS Calculator 1200 del 1973. A quel tempo il fatturato della ditta era di 100.000$ mensili.

Roberts si era interessato ai computer quando frequentava le scuole superiori ed aveva costruito per diletto un semplice computer digitale. Ma la sua prima, vera, esperienza con i computer la ebbe quando era presso l'Università dell'Oklahoma, dove gli studenti di ingegneria avevano libero accesso ad un IBM 1620. Presso il suo ufficio alla base aerea di Kirtland Roberts aveva invece un Hewlett-Packard 9100A, un calcolatore programmabile.
Roberts decise quindi di realizzare una calcolatrice in kit utilizzando un gruppo di 6 circuiti integrati LSI prodotti da Electronic Arrays e produsse la MITS 816, una calcolatrice capace di 4 funzioni (quelle permesse dagli integrati utilizzati): somma, sottrazione, moltiplicazione e divisione. Il display visualizzava solo 8 cifre ma i calcoli erano eseguiti con una precisione a 16 cifre. Il kit era venduto a 179$ da assemblare oppure a 275$ già montato. La MITS 816 apparve sulla copertina del numero di novembre del 1971 di Popular Electronics.
Grazie alle ottime vendite del kit, MITS poté pubblicizzare la calcolatrice su molte riviste, quali Radio-Electronics, Popular Electronics e Scientific American. Sul numero di giugno del 1972 di Radio-Electronics MITS annunciava il modello 1440: questa calcolatrice era capace di visualizzare 14 cifre, aveva una memoria e poteva eseguire il calcolo della radice quadrata. Il kit era in vendita a 199,95$ da assemblare ed a 249,95$ già assemblata. Il prezzo della 816 fu portato a 149,95$. Il fatturato mensile raggiunse i 100.000 dollari nel mese di marzo del 1973 e la società si trasferì in una struttura di 930 metri quadrati.
Alla fine del 1972 fu presentato il modello 7400, capace di funzioni trigonometriche, conversione da coordinate rettangolari a polari, 2 memorie e con uno stack con fino a 7 livelli di dati. Un kit di una 7400 con stack a 3 livelli costava 299,95$ da assemblare mentre una calcolatrice con 7 livelli di stack già assemblata costava 419,95$.
Nel mese di marzo del 1974 MITS presentò il Programmer, un accessorio che poteva essere collegato ai suoi più recenti prodotti e permetteva di programmare le calcolatrici mediante codici esadecimali. Le funzioni erano limitate rispetto ad una calcolatrice programmabile quale la HP 9830, ma una MITS 7440 con il Programmer costavano solo 400$, una cifra di molto inferiore a quella del modello HP.

## La crisi del 1974
Agli inizi del 1974 molti costruttori si gettarono nel nuovo mercato delle calcolatrici elettroniche: Bowmar Instrument Corporation, National Semiconductor, Rockwell e Commodore Business Machines iniziarono a produrre e vendere calcolatrici. Anche Texas Instruments, che fino ad allora si era limitata alla produzione dei soli chip, iniziò a commercializzare una propria calcolatrice, la TI-2500. Nel 1974 Roberts poteva acquistare in un negozio una calcolatrice ad un prezzo inferiore al costo dei materiali occorrenti per la realizzazione di un suo prodotto.
Le società più grandi iniziarono a vendere sotto costo, conquistando maggiori fette di mercato e portando alla bancarotta i produttori più piccoli: Bowman perse 20 milioni di dollari nel 1974 e fallì. Commodore, per ridurre i costi, acquistò una società produttrice di integrati, la MOS Technology. Alla fine Texas Instruments vinse la guerra dei prezzi ma il suo reparto calcolatrici perse 16 milioni di dollari nel 1975.

## L'Altair 8800

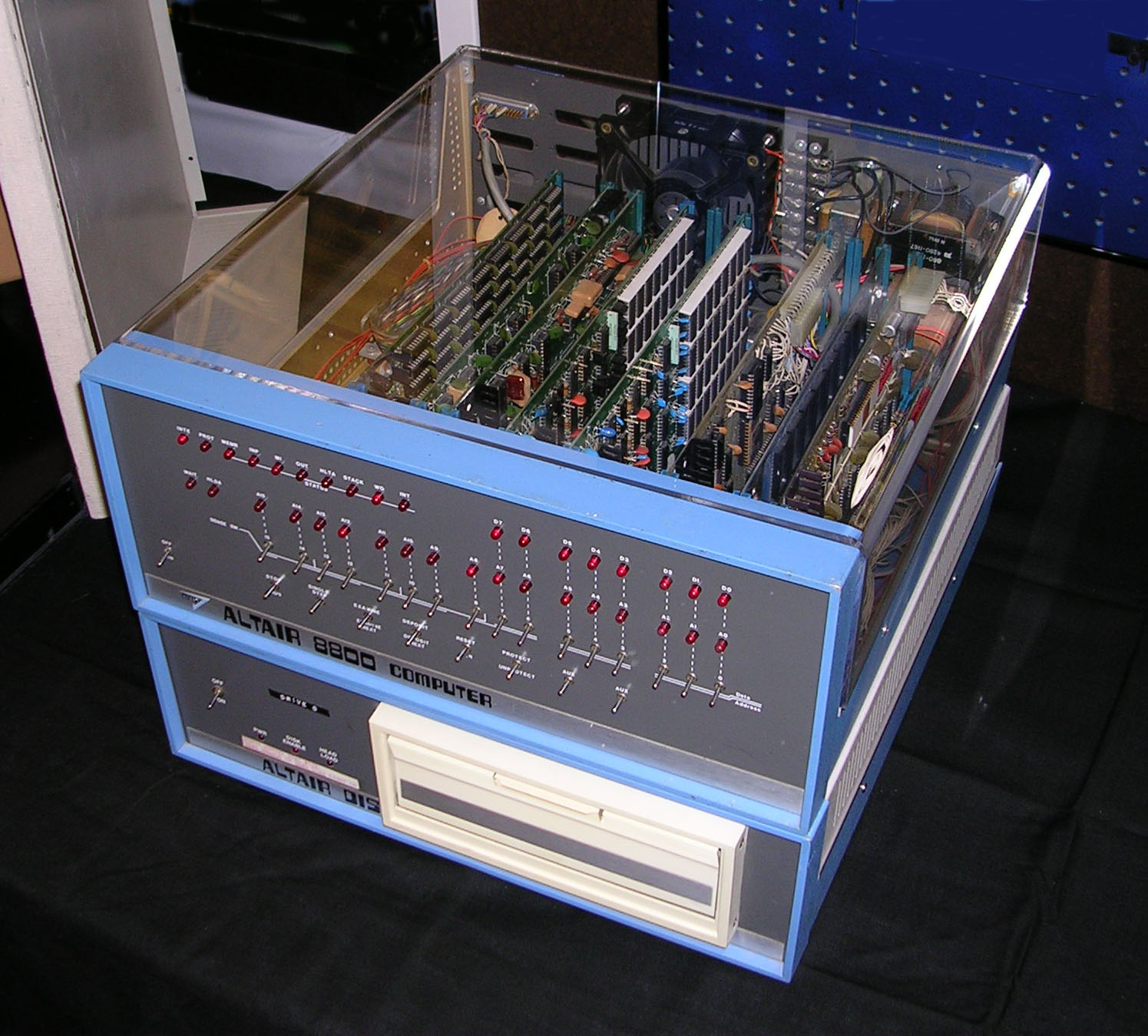
L'Altair 8800: il coperchio superiore è stato rimosso per vedere le schede interne. Il pannello frontale contiene gli interruttori per programmare il computer ed i LED che visualizzano lo stato interno della macchina. Sotto al computer si nota l'unità a dischi di Pertec da 8 pollici.

Anche MITS andò in rosso: alla fine del 1973 aveva accumulato 300 000$ di perdite. Roberts decise di ritornare al mercato dei kit con un computer a basso costo e scelse come CPU il nuovo Intel 8080. Roberts ed il suo capo ingegnere Bill Yates iniziarono a progettare il computer. Essi presero accordi affinché un prototipo del computer apparisse sul numero di gennaio di Popular Electronics. Roberts e Yates spedirono il prototipo ma questo non arrivò mai a causa di uno sciopero dello spedizioniere. L'editore della rivista, che aveva già in mano la recensione e delle foto, iniziò a preparare l'articolo mentre Roberts si affrettò a produrre un rimpiazzo del computer giusto in tempo per l'impaginazione della rivista: la macchina che si vede sulla copertina del numero di gennaio del 1975 di Popular Electronics non è un computer funzionante ma una semplice scatola vuota con degli interruttori e dei LED sul pannello frontale. Il computer messo in commercio aveva inoltre una circuiteria differente rispetto a quella del prototipo mostrato nella rivista. L'articolo si intitolava "Il minicomputer Altair 8800".
L'Altair 8800 era venduto come kit con un pannello frontale, una scheda per la CPU con il microprocessore 8080, 256 byte di RAM, una scheda con 4 porte di espansione ed un alimentatore, il tutto a 439$. Una scheda di memoria da 1 kB di RAM era venduta a 176$ mentre quella da 4 kB a 264$; la scheda con l'interfaccia seriale a 124$ e quella per l'interfaccia parallela a 119$. Da abbinare al computer c'erano la telescrivente ASR-33, venduta a 1500$, ed il terminale ADM-3A, a 795$ (in kit) oppure 895$ (assemblato)..
Quando la rivista uscì, il centralino di MITS fu preso d'assalto dalle telefonate. A febbraio del 1975 gli ordini ricevuti erano già 1 000 con tempi di attesa che arrivavano a 2 mesi. Ad agosto erano già stati spediti oltre 5 000 computer.
L'Altair 8800 non era per MITS il prodotto su cui fare guadagno: i veri profitti venivano fatti vendendo le schede aggiuntive. La società, nella sua newsletter mensile Computer Notes, presentava ad aprile più 15 schede di espansione differenti.
L'Intel 8080 non aveva una circuiteria dedicata al supporto delle DRAM perché, nel 1975, questo tipo di memoria era ancora relativamente nuovo, ma Roberts volle usarle nel suo computer perché consumavano meno energia rispetto alla RAM statica. MITS ebbe però diversi problemi di progettazione e di componentistica che portarono ad avere un elevato numero di schede di espansione di memoria da 4 kB di DRAM difettose. Questo portò alla nascita di nuove società dedite alla produzione di schede per l'Altair 8800, come Processor Technology, che vendeva espansioni con 4 kB di SRAM installata. MITS mise in commercio la propria scheda con le SRAM nel gennaio del 1976.
Come unità a dischi MITS selezionò il modello FD400 di Pertec, un'unità capace di leggere i floppy disk in formato da 8 pollici, che contenevano fino a 300.000 byte di dati. Il controller dischi dell'Altair era composto da 2 schede contenenti 60 integrati. Inizialmente atteso per agosto, non arrivò che alla fine del 1975 al prezzo di 1.480$ in kit da assemblare e 1.980 già montato.

### Promozione del computer
La prima pagina pubblicitaria dell'Altair apparve sui numeri di febbraio di Popular Electronics e Radio-Electronics e successivamente anche su Computer e Scientific American. MITS era anche il più importante inserzionista su riviste hobbistiche quali Creative Computing e Byte.
David Bunnell fu assunto da MITS come scrittore di articoli tecnici perché dal mese di aprile del 1975 la società aveva iniziato a distribuire una pubblicazione periodica nota come Computer Notes, destinata principalmente ai suoi clienti, edita fino al gennaio del 1978. Computer Notes vide una folta schiera di autori, fra cui anche Bill Gates e Paul Allen, che scrivevano principalmente sull'Altair BASIC. Roberts pubblicava la colonna "Letter from the President" dove rispondeva alle domande dei clienti e recensiva i prodotti della concorrenza. Gli ingegneri di MITS, come Tom Durston e Steve Polini, descrivevano i nuovi prodotti.
Sempre nell'aprile del 1975 MITS acquistò un camper, vi installò un sistema Altair completo di unità a dischi, di una Teletype ASR-33 e di ogni articolo che produceva. Il "MITS-MOBILE" girava di città in città mostrando i prodotti MITS e facendo seminari in sale convegni prese in affitto. Uno dei seminari più noti fu quello che si tenne al Rickey's Hyatt House a Palo Alto, California, i primi di giugno del 1975, dove un membro dell'Homebrew Computer Club, un club di appassionati di computer, trafugò una copia dell'Altair BASIC. Dopo l'apertura in diverse città dei negozi di vendita al dettaglio dei prodotti MITS, il "MITS-MOBILE" fu dismesso.
La prima (e unica) conferenza mondiale sul computer Altair fu tenuta ad Albuquerque nel marzo del 1976. Organizzata da David Bunnell, fu un successo: vi parteciparono 700 persone provenienti da 46 Stati e 7 Paesi differenti.

### L'Altair Basic

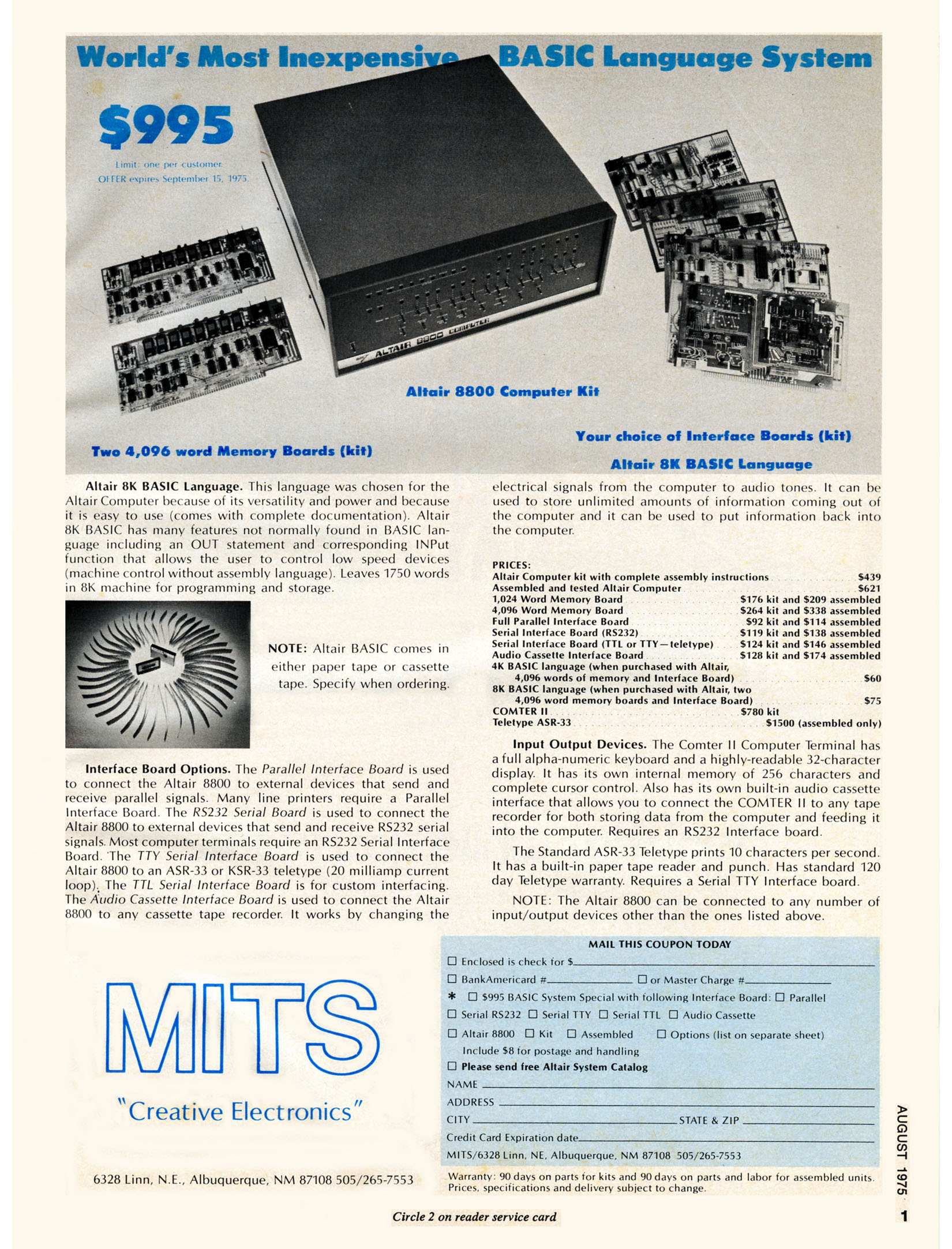
Un Altair 8800 in kit con 8 kB di memoria e l'Altair BASIC costa solo 995$ (agosto 1975).

Alla fine del 1974 Bill Gates e Paul Allen videro la pubblicità dell'Altair 8800 sulla rivista Popular Electronics e pensarono che fosse abbastanza potente per poter supportare un interprete BASIC. Essi si misero al lavoro sfruttando l'accesso che Gates aveva come studente al PDP-10 dell'università di Harvard: Allen scrisse per quel computer un emulatore dell'Intel 8080 su cui poi Gates scrisse l'interprete. Gates a Allen reclutarono un altro studente, Monte Davidoff, per scrivere le routine matematiche. Una versione preliminare dell'interprete fu completata per marzo 1975 e Gates contattò Roberts per una dimostrazione. Allen volò quindi ad Albuquerque per mostrare il loro BASIC.
Nel numero di aprile 1975 di Computer Notes apparve l'annuncio della disponibilità dell'Altair BASIC, in consegna a partire dal 23 giugno 1975. Il software costava 500$ ma veniva offerto a 75$ con l'acquisto di un Altair 8800 con 8 kB di memoria ed una scheda seriale.
Il 22 giugno 1975 MITS firmò con Gates e Allen un contratto per l'Altair BASIC. Ai programmatori andavano 3.000$ in contanti ed una royalty per ogni copia dell'interprete venduto: 30$ per la versione da 4K, 35$ per quella da 8K e 60$ per la versione espansa. Il contratto aveva un tetto massimo di 180.000$ di royalty. A MITS andava una licenza mondiale di esclusiva sull'interprete per 10 anni accettando di compiere i "migliori sforzi" per dare in licenza, promuovere e commercializzare il programma. MITS fornì a Gates e Allen l'accesso ad un PDP-10 per completare lo sviluppo dell'interprete.
Allen lasciò il suo lavoro presso Honeywell e divenne il Vicepresidente e Direttore del Reparto Software di MITS con un salario annuo di 30.000$. Gates era ancora uno studente ad Harvard e fu messo a contratto da MITS come consulente esterno: nella newsletter del mese di ottobre del 1975 veniva classificato come "specialista software". Il prezzo dell'Altair BASIC per i clienti che acquistavano le schede di memoria e l'interfaccia seriale era di 75$. Gli utenti avrebbero potuto acquistarlo a quel prezzo se solo le schede di memoria di MITS fossero state affidabili. Invece, per i problemi legati all'uso delle DRAM, acquistavano il solo computer dalla società e poi delle schede di memoria funzionanti da altri produttori quali Processor Technology. Invece che pagarlo quasi 500$, gli utenti acquistavano delle copie bootleg dell'interprete. Per questo motivo solo il 10% dei primi clienti acquistò l'Altair BASIC. Con una royalty di 30$ a copia, Gates percepì tale azione di copia del suo software come un "furto" ai danni della sua compagnia, la Micro-Soft. Nel febbraio del 1976 Gates scrisse una "Lettera aperta agli hobbisti" in cui li accusava di essere dei ladri.
MITS aveva annunciato alla fine del 1975 un nuovo computer basato sul processore Motorola 6800. La macchina, denominata Altair 680, avrebbe dovuto essere disponibile nel gennaio del 1976 ma dei problemi nella sua progettazione fecero slittare la commercializzazione a maggio. Allen e Gates convertirono il loro BASIC per funzionare con il nuovo processore e rividero il contratto con MITS: tolsero la modalità basata sulle royalty e chiesero il pagamento di una licenza illimitata di 31.200$. In quel periodo fu sviluppata anche una versione del BASIC per il nuovo processore MOS 6502 che, in un secondo tempo, Micro-Soft avrebbe poi rivenduto a Commodore ed Apple.
Nel numero di gennaio del 1976 di Computer Notes c'era un annuncio dell'8080 BASIC, disponibile per essere ridistribuito sotto forma di binari. Per i contatti era citato il nome di Allen. Micro-Soft trovò diversi clienti per il suo BASIC ed i proventi furono divisi con MITS.
Quando Pertec acquistò la società alla fine del 1976, si rifiutò di concedere ulteriori licenze del BASIC a terzi anche se l'accordo con Allen e Gates richiedeva che l'azienda facesse i "migliori sforzi" per pubblicizzare e commercializzare il software. Per questo motivo Micro-Soft si rivolse nel settembre del 1977 ad un tribunale citando MITS per inadempienza contrattuale ed ottenne la rescissione del contratto. MITS poté continuare ad usare il BASIC ma ne perse l'esclusiva: Micro-Soft poté quindi concederlo in licenza a chiunque e tenersi tutte le royalty.
Dopo la rottura dell'accordo con MITS non c'era più nessun legame commerciale che richiedesse la presenza di Micro-Soft ad Albuquerque perciò Allen e Gates decisero di tornare nella loro città natale, Seattle: la sede della società venne quindi spostata a Bellevue (Washington) nel gennaio del 1979.

## La cessione a Pertec
Nel 1976 MITS aveva 230 impiegati ed un fatturato annuo di 6 milioni di dollari. Roberts però si stava stancando delle sue responsabilità di manager e stava cercando un partner importante. MITS aveva sempre usato le unità a dischi di Pertec Computer ed il 3 dicembre 1976 Pertec presentò un'offerta di acquisto di MITS per 6 milioni di dollari. La transazione si concluse nel mese di maggio del 1977, poco prima della National Computer Conference di Dallas (Texas). A Roberts andarono 2 milioni di dollari e gli altri 500 azionisti di MITS (incluso il co-progettista dell'Altair, William Yates) si divisero la restante cifra. Roberts e Yates rimasero a lavorare in azienda dedicandosi ai progetti speciali. Roberts lasciò l'azienda alla fine del 1977.
Pertec voleva incrementare le vendite nel settore delle piccole imprese attraverso i 25 Altair Computer Store sparsi per gli Stati Uniti per cui venne ridotta la commercializzazione agli hobbisti ed agli utenti privati. Il numero di novembre 1977 di Computer Notes fu l'ultimo prodotto dal gruppo originale di Albuquerque; seguì un altro numero prodotto direttamente da Pertec, a Chatsworth (California). La quarta di copertina di Byte aveva sempre riportato la pubblicità di MITS: questa usanza fu terminata da Pertec con il numero di settembre del 1977 della rivista.
Nel mese di agosto del 1979 Pertec si accordò per vendere il 45% delle azioni alla filiale americana di Philips per 37 milioni di dollari. Prima che la cessione fosse conclusa Pertec si accordò con la società tedesca Triumph-Adler per 120 milioni di dollari. Nel 1978 Pertec aveva registrato un fatturato di 150 milioni di dollari e Triumph-Adler di 466 milioni.
I prodotti Altair furono inglobati nella linea Pertec e lo stabilimento MITS fu usato per produrre il computer PCC-2000 dedicato alle piccole aziende. La sede di Albuquerque fu chiusa nel dicembre del 1980 e la produzione fu spostata negli stabilimenti di Pertec a Irvine (California).
Dopo la sua uscita da MITS Roberts era tornato in Georgia per fare l'agricoltore. Studiò inoltre medicina all'università di Macon (Georgia) e si laureò come medico nel 1986 iniziando a praticare la professione nella piccola cittadina di Cochran, dove rimase fino alla sua morte, avvenuta il 1º aprile 2010.